# Vandijkophrynus
Vandijkophrynus is een geslacht van kikkers uit de familie padden (Bufonidae).
Het geslacht werd voor het eerst wetenschappelijk beschreven door een groep van biologen; Darrel Richmond Frost, Taran Grant, Julián Faivovich, Raoul Harley Bain, Alexander Haas, Célio Fernando Baptista Haddad, Rafael Omar de Sá, Alan Channing, Mark Wilkinson, Stephen Charles Donnellan, Christopher John Raxworthy, Jonathan Atwood Campbell, Boris L. Blotto, Paul Edmunds Moler, Robert Clifton Drewes, Ronald Archie Nussbaum, John Douglas Lynch, David M. Green en Ward C. Wheeler.
Het geslacht is vernoemd naar de Zuid-Afrikaanse bioloog David Eduard van Dijk, wiens naam ook als eerbetoon gegeven is in de soortaanduiding van de kikker Afrana vandijki. De toevoeging -phrynus betekent 'pad'.
Er zijn vijf soorten die voorkomen in delen van Afrika; en leven in de landen Lesotho, Mozambique, Swaziland, Zimbabwe en Zuid-Afrika.

## Soorten
Geslacht Vandijkophrynus
- Soort Vandijkophrynus amatolicus
- Soort Vandijkophrynus angusticeps
- Soort Vandijkophrynus gariepensis
- Soort Vandijkophrynus inyangae
- Soort Vandijkophrynus robinsoni

Adenomus · 
Altiphrynoides · 
Amazophrynella · 
Anaxyrus · 
Ansonia · 
Atelopus · 
Barbarophryne · 
Blythophryne · 
Bufo · 
Bufoides · 
Bufotes · 
Capensibufo · 
Churamiti · 
Dendrophryniscus · 
Didynamipus · 
Duttaphrynus · 
Epidalea · 
Frostius · 
Ghatophryne · 
Incilius · 
Ingerophrynus · 
Laurentophryne · 
Leptophryne · 
Melanophryniscus · 
Mertensophryne · 
Metaphryniscus · 
Nannophryne · 
Nectophryne · 
Nectophrynoides · 
Nimbaphrynoides · 
Oreophrynella · 
Osornophryne · 
Parapelophryne · 
Pedostibes · 
Pelophryne · 
Peltophryne · 
Phrynoidis · 
Poyntonophrynus · 
Pseudobufo · 
Rentapia · 
Rhaebo · 
Rhinella · 
Sabahphrynus · 
Schismaderma · 
Sclerophrys · 
Strauchbufo · 
Truebella · 
Vandijkophrynus · 
Werneria · 
Wolterstorffina · 
Xanthophryne